# 埃尔罗雷利
埃尔罗雷利，是西班牙加泰罗尼亚塔拉戈纳省的一个市镇。总面积2平方公里，总人口256人（2001年），人口密度128人/平方公里。